# Adolphe X de Schaumbourg
Adolphe X ou IX de Schaumbourg , né vers 1375 et mort le  9 octobre 1426, fils ainé du duc Otto Ier de Holstein-Pinneberg Mathilde ou Mechthild de Brunswick-Lunebourg, fille de Guillaume II de Brunswick-Lunebourg et veuve Louis de Brunswick-Lunebourg († 1367). Il épouse Hélène von Hoya et règne sur le Holstein-Pinneberg et le comté de Schaumbourg de 1404 à sa mort en 1426.

## Sources
- (de) Helge Bei der Wieden: Die Grafen zu Holstein(-Pinneberg) und Schaumburg. In: Carsten Porskrog Rasmussen, Elke Imberger, Dieter Lohmeier, Ingwer Momsen (Hrsg.): Die Fürsten des Landes. Herzöge und Grafen von Schleswig, Holstein und Lauenburg. Wachholtz, Neumünster 2008,  (ISBN 978-3-529-02606-5), p. 390–403.

- Anthony Marinus Hendrik Johan Stokvis, Manuel d'histoire, de généalogie et de chronologie de tous les états du globe, depuis les temps les plus reculés jusqu'à nos jours, préf. H. F. Wijnman. éditions Brill Leyde 1890-93, réédition  1966, Volume  III, Chapitre VIII, Tableau généalogique no 45 p. 119.